# ФК Победа Парта
ФК Победа Парта је српски фудбалски клуб из Парте, Вршац и тренутно се такмичи у Општинској лиги Вршац - Бела Црква, седмом такмичарском нивоу српског фудбала. 